# J-pop

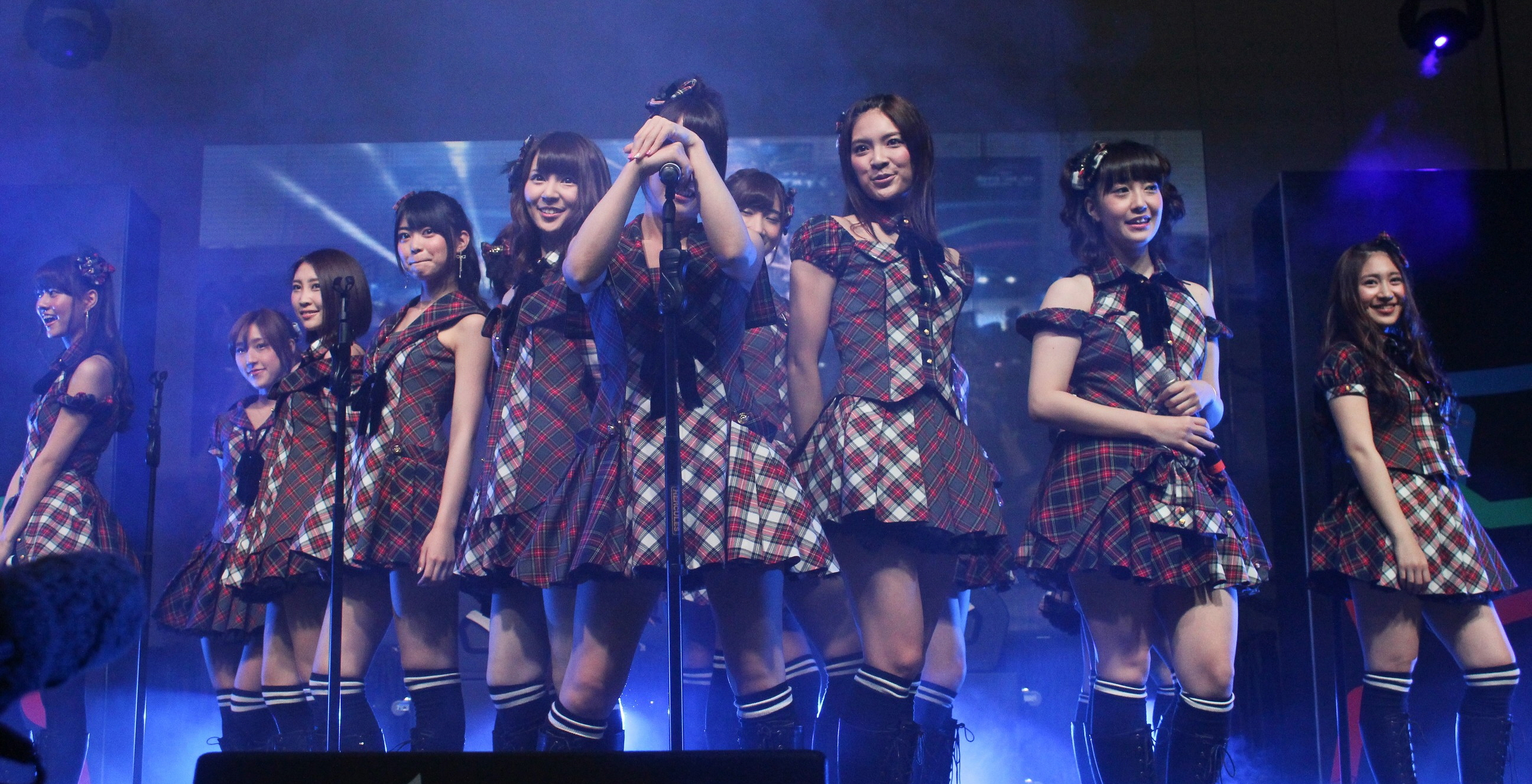
AKB48은 2010년 이후 발매하는 모든 싱글 앨범을 오리콘 주간 싱글차트 1위에 올리고 있다.

J-pop(영어: Japanese Popular Music/Japanese Pop Music 제이-팝)은 일본 대중가요에서 비교적 쉽게 감상할 수 있도록 제작된 음악기획물을 총칭한 장르를 칭하는 단어였다. 라디오 방송국 J-WAVE에서 만들어진 용어다. 지금에서는 일본의 대중음악을 칭하는 용어로 많이 쓰이고 있다.
현대 J-pop은 일본 전통 음악에 기원하고, 특히 1960년대의 록 음악, 팝 음악에 뿌리를 두고 있다. 현대적인 J-pop은 일본 대중음악계에서 1920년대부터 1980년대까지 주류를 차지했던 가요쿄쿠를 대체했다.

## 역사와 개념

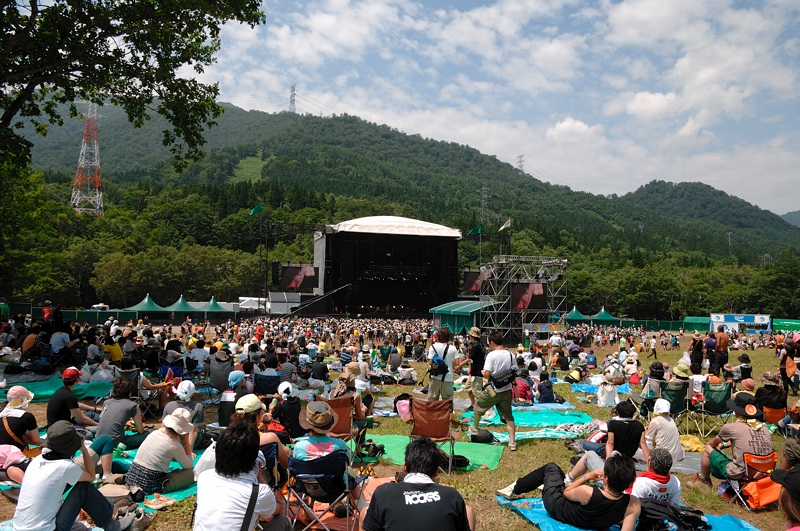
후지 록 페스티벌의 녹색 무대

일본의 대중가요는 전후에 유행가라는 장르로 나뉘었고, 1960년대부터 1970년대 초기는 가요, 엔카, 포크, 그룹 사운드 같은 음악 장르가 일본내 대중음악의 주류였다. 그러다 1970년대 초반부터 핫피 엔도, 가학적·미카·밴드 등의 활동이 시작되면서 일본의 록 음악이 정립, 유행하기 시작된다.
1960년대부터 쌓아올린 일본 밴드의 연주력 또한 점차 무르익어가며 사디스틱 미카 밴드라는 프로그레시브 록 밴드도 탄생했다. 이들의 절륜한 연주력은 외국에서도 인정받으며 黒船라는 앨범은 영미권에서 발매되는 등 외국 진출의 발판이 마련되기도 했다. 카르멘 마키, 요닌바야시 등의 프로그레시브의 대성기도 이맘때. 이후 The Alfee, LAZY와 같은 기라성과 같은 밴드들이 등장하면서 일본에서 록 음악은 점차 기존의 가요, 엔카를 대체하는 주류 음악으로 자리잡게 된다.
1978년에는 쿠와타 케이스케가 이끄는 일본 국민 밴드 사잔 올 스타즈가 勝手にシンドバッド를 발표하면서 충격적인 데뷔를 하였고, 비슷한 시기에 오다 카즈마사가 이끄는 Off Course가 포크 그룹에서 록 밴드로 변신을 하여 활동한다. 이들의 등장을 기점으로 록은 완전히 일본 음악계의 메인스트림으로 진입한다. 대략적으로 1970년대 중반을 제1차 밴드 붐이라고 부른다.
1970년대 후반에 등장한 시티 팝 또한 록의 흐름에서 생겨난 장르다. 상기한 핫피 엔도의 멤버였던 오타키 에이치의 A LONG VACATION이라는 역작을 통해 시티 팝의 개막을 알리고 야마시타 타츠로라는 뮤지션으로 하여금 꽃을 피웠다고 평가받는다. 
이 시기에 등장한 일본의 록 뮤지션들이 남긴 유산은 다양한 장르로 영향력을 뻗어나갔는데, 핫피 엔도는과 사디스틱 미카 밴드의 멤버는 떠오르는 키보디스트 사카모토 류이치를 발굴하여 일렉트로닉 뮤직의 발전을 꾀했고,  플라스틱스, P-MODEL, 젤다 등의 뉴 웨이브, 테크노 밴드들 또한 그들의 자양분을 받았다. 그렇게 J-ROCK은 일본 가요계 전체를 통틀어 중요한 토대가 되었다.
1970년대 후반에서 1980년대에 등장한 시티 팝은 일본의 경제성장과 함께 일본 가요계에는 AOR로 대표되는 영미권 대중음악계의 최신 유행 장르들, 곧 재즈, 펑크, 디스코의 요소들을 적극적으로 차용한 록 스타일 곡들이 등장하기 시작했다. 
이것이 이른바 오늘날 시티 팝으로 이름 붙여진 음악적 사조의 등장이었다. 정작 일본 국내에서는 시티 팝이라고 불리지 않았으며, '뉴 뮤직'이라는 용어와 혼용되기도 했다. 시티 팝이란 장르라기보다 그 당시 시대상에서 발매된 음악 스타일을 뜻한다고 보는 게 주 시각이다.
싱어송라이터는 일본 대중음악계에서의 항상 중요한 위치를 가지고 있었다. 1989년, 헤이세이 시대의 시작과 역사상 일본 최다 판매량을 기록한 록 밴드 B'z와 등장과 함께, 1980년대 이후 J-pop계에 큰 축을 남긴 싱어송라이터 오자키 유타카가 등장한다.
하드 록, 헤비메탈, 로큰롤, 하드코어, 펑크, 힙합, 레게, 테크노, 하우스, 비주얼, 아니메 송 등은 과거에는 제외했으나, 2000년대 중기에 들어서는 포괄적으로 불리기 시작한다. 하드 록 계열은 J-ROCK으로 불리기도 한다.
따라서 지금의 J-pop에서 ‘팝’은 좁은 의미의 ‘팝’이 아니라, ‘일본어로 불리는 팝’, ‘일본어로 불리는 록’, ‘가요’ 등을 포함한 넓은 의미이다. 그러나 원래 장르의 구분이 모호하여, 이상의 장르 모두가 ‘J-POP’으로 불리기도 한다.
엔카와의 구분은 명확한 경우가 많지만, 나카지마 미유키의 곡처럼 경계선상에 위치한 곡도 일부 있다. 따라서 J-pop에 포함되는 부분에 대한 엄밀한 분류는 불가능하다. 또한 J-pop 가수의 경우 싱어 송 라이터나 작사, 작곡 등을 일부 맡는 경우도 많지만, 이것이 필수 조건은 아니다.
2010년대까지는 큰 인기를 끌지 못했으나, 2020년대에는 J-POP의 부상이 이어지고 있다. 요네즈 켄시의 Lemon을 시작으로, 마슐의 애니메이션판 오프닝 "Bling-Bang-Bang-Born"은 2024년 9월 조회수 1억회를 넘었으며, 이마세는 "Night Dance"에서 조회수 2억을 넘겼다. J-POP의 영향은 한국에도 크게 미치는데 한국의 많은 K-POP 아티스트들이 2023년을 기점으로 J-POP의 분위기를 따라하는 현상도 일어났다. 한국의 에이티즈 역시 2024년 10월 가사 내용 전체가 일본어로 구성된 J-POP 음반을 선보이기도 했다.

## 동의어
‘저페니스 팝스(ジャパニーズ・ポップス)’라는 용어가 같은 의미로 사용된다. J-ROCK 또한 J-pop과 비슷한 의미로 사용되기도 하지만, J-pop처럼 보급되지는 않았다. ‘일본의’라는 의미로 J를 붙인 J-RAP, J-SOUL 등이 한때 등장했지만, 최근에는 별로 사용되지 않는다.
JFL계열의 라디오 방송국 ZIP-FM이 Z-POP이라는 용어를 사용하기도 한다. J-POP과 거의 같은 뜻이다.

## 같이 보기
- K-pop
- C-pop
- P-pop